# Lasionycta dolosa
Lasionycta dolosa là một loài bướm đêm thuộc họ Noctuidae. Nó được tìm thấy ở Dãy núi Rocky của Colorado. Most adults have
It is diurnal và occurs above the timberline.
Con trưởng thành bay từ đầu tháng 7 tới giữa tháng 8.